# Super Noisy Nova
「Super Noisy Nova」（スーパー・ノイジー・ノーバ）は、スフィアの2枚目のシングル。2009年7月29日にGloryHeavenから発売された。

## 概要
初回限定盤には、「Super Noisy Nova」のPVを収録したDVD及びスペシャルブックレットが付属されている。

## 収録曲
（全作詞：畑亜貴）
1. Super Noisy Nova [4:21]
作曲：rino、編曲：虹音
  - テレビアニメ『宙のまにまに』オープニングテーマ
  - 音楽情報番組『Run Run LAN!』2009年7月・8月度エンディングテーマ

ユニット名『スフィア』、タイアップの『宙のまにまに』にちなんで、「星」や「宇宙」をテーマにした楽曲[2]。
メンバー曰く、「ポジティブでキラキラした曲」[2]。
作曲を担当したrinoは、「デビューして間もない彼女たち（スフィア）のことを想って作曲した」と語っている[3]。
略称は「SNN」（Super Noisy Nova）[4][5][6]。
高垣は、「未来に向かっていくためのヒントが込められている歌詞を作って頂いたと、読んで感じました。」と語っている[7]。
2. Dangerous girls [3:53]
作曲・編曲：黒須克彦
  - PSPゲーム『剣と魔法と学園モノ。2』イメージソング

力強くノリの良いアグレッシブな楽曲[2]。
「Super Noisy Nova」のミュージッククリップは、先述の曲のテーマに沿ったものとなっており、所々でメンバーが用意された小道具で遊んでいるシーンが散りばめられている[2]。
映像に登場するカップは実物大のものを実際に回しながら撮影された[2][8]。
3. Super Noisy Nova （off vocal)
4. Dangerous girls （off vocal）

DVD（初回限定盤のみ）
1. Super Noisy Nova （Music Clip）

### 収録アルバム
| 曲名             | 収録アルバム            | 発売日         | 備考                  |
| ---------------- | ----------------------- | -------------- | --------------------- |
| Super Noisy Nova | 『A.T.M.O.S.P.H.E.R.E』 | 2009年12月23日 | 1stオリジナルアルバム |
| Dangerous girls  | 『A.T.M.O.S.P.H.E.R.E』 | 2009年12月23日 | 1stオリジナルアルバム |